# Catedral de San Gervasio y San Protasio (Lectoure)

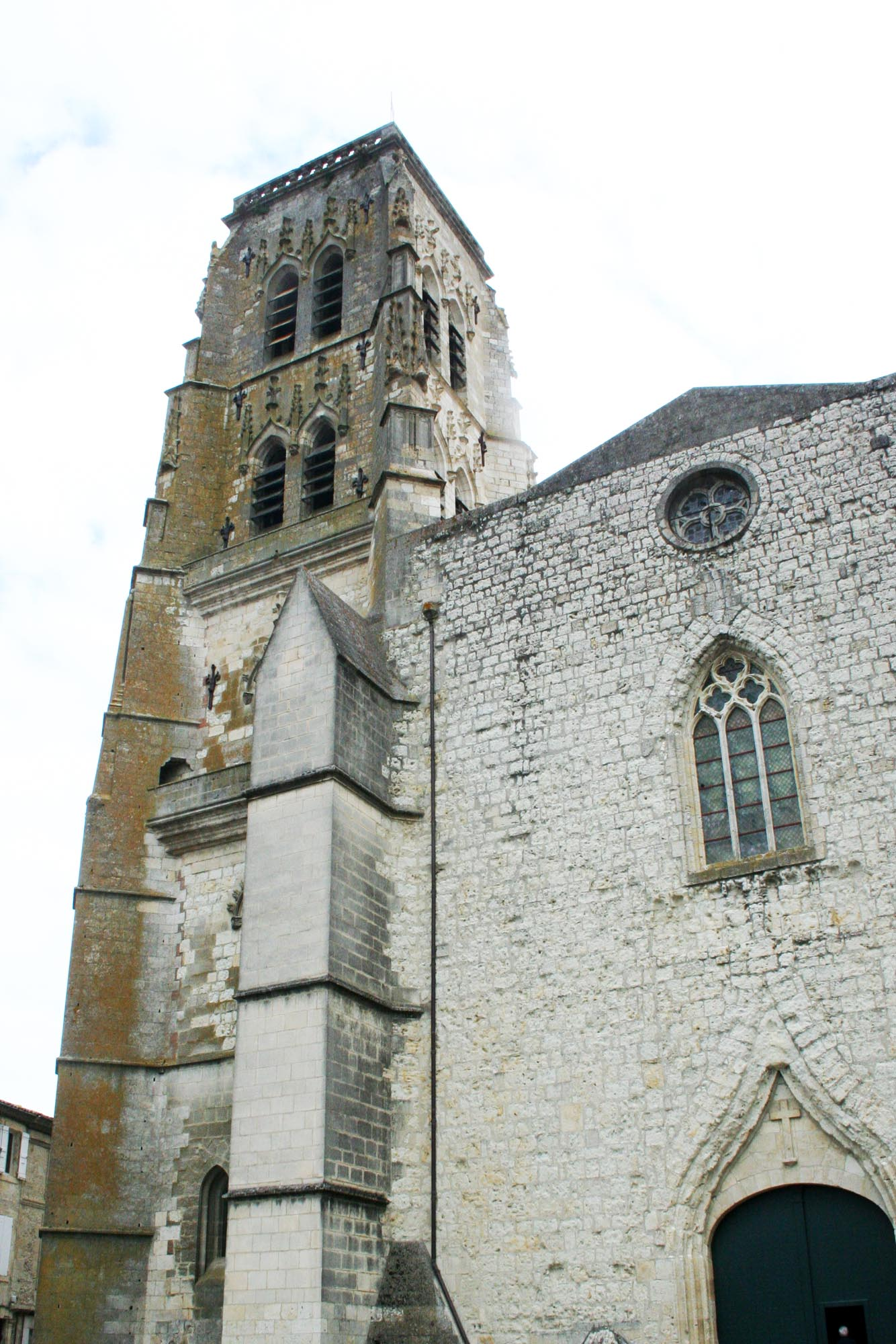
Vista de la fachada

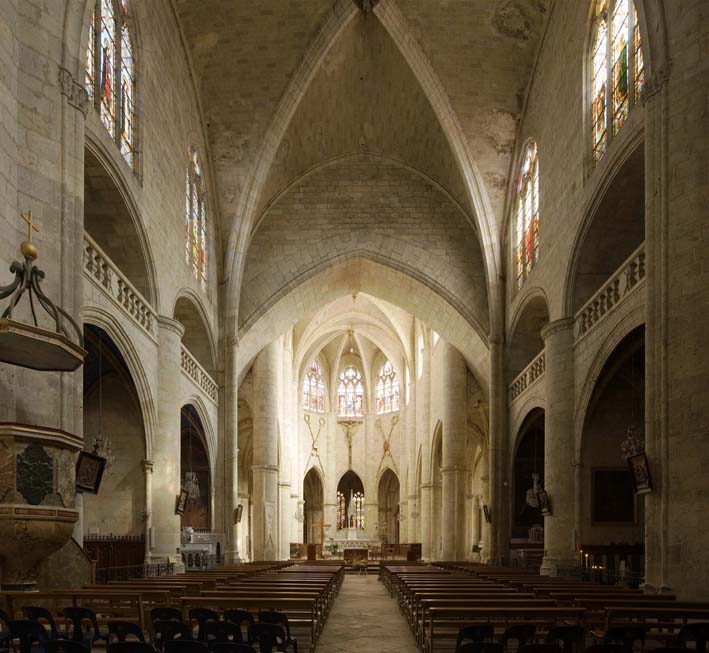
Vista interna

La antigua catedral de San Gervasio y San Protasio de Lectoure, o simplemente catedral de Lectoure (en francés: Cathédrale Saint-Gervais-et-Saint-Protais de Lectoure) es una iglesia católica en la ciudad de Lectoure, Francia. Es un monumento nacional, y fue la sede de la antigua diócesis de Lectoure. La catedral se dividió bajo el Concordato de 1801 entre la diócesis de Agen y la arquidiócesis de Toulouse.
La antigua catedral domina la ciudad y la torre del campanario de 1488 se puede ver a distancia desde varios puntos de la ciudad. Las reparaciones y modificaciones de la catedral se remontan al siglo XII. El frente oeste sin adornos erigido en el siglo XV se ha modificado a través del tiempo, y nichos por encima de la puerta se han alterado, debido a la fragilidad de la piedra caliza.
La nave fue abovedada data de finales del siglo XII y luego fue reparada en 1480. A principios del siglo XVI se añadieron capillas abovedadas y se produjeron más alteraciones en los siglos XVII y XVIII. El coro y el ábside también fueron reconstruidos a principios del siglo XVI, y las cinco capillas cuadradas apsidales fueron completadas. El ambulatorio fue creado en 1600 por la introducción de diez muelles cilíndricos, y los puestos de coro tallado del siglo XVII se colocaron aquí en el siglo XIX. El vitral es típicamente del siglo XIX.
Se trata de un edificio protegido en 1897 y la catedral fue clasificada oficialmente como monumento histórico por un decreto en 1912.